# Узкоколейная железная дорога торфопредприятия «Гладкое»
Узкоколейная железная дорога торфопредприятия Гладкое — используется для перевозки торфа. Колея путей 750 мм. Её максимальная длина составляет 11 км, однако в настоящее время эксплуатируются только 7 км. Грузовое движение.

## История
Торфопредприятие создавалось на базе закрытого Ульяновского торфопредприятия, рабочий посёлок Гладкое был построен «с нуля». Торфяная техника была передана из Ульяновского торфопредприятия. Узкоколейная железная дорога строилась для вывозки торфа и перевозки пассажиров для подвоза рабочих к торфяникам. Ориентировочная дата открытия узкоколейки — 1970 год. В посёлке Гладкое был построен завод по изготовлению торфоизоляционных материалов.
В 2012 году дорога действовала. Было активное грузовое движение, осуществлялась транспортировка торфа. Торфозавод производил широкий ассортимент продукции для сельского хозяйства, садоводов-огородников, торфоминеральные смеси, универсальные грунты, торф на экспорт.

## Подвижной состав
Локомотивы:
- ЭСУ2А — № 531, 883 , 907 ,999
- ТУ8 — № 0073

Вагоны:
- Вагон цистерна
- Хопперы-дозаторы
- Вагоны платформы
- Полувагоны для торфа
- Узкоколейные пассажирские вагоны ПВ40
- Вагон транспортёр для перевозки крупногабаритной торфодобывающей техники.

Путевые машины:
- Снегоочистители
- Путеукладчики ППР2МА